# Ghiacciaio Vanderford
Il ghiacciaio Vanderford (in inglese Vanderford Glacier) è un ghiacciaio lungo circa 8 km situato sulla costa di Budd, nella parte occidentale della Terra di Wilkes, in Antartide. Il ghiacciaio, il cui punto più alto si trova a circa 60 m s.l.m., fluisce verso nord-ovest fino a entrare nella parte sud-orientale della baia Vincennes, poco a sud delle isole Windmill.

## Storia
Il ghiacciaio Vanderford è stato mappato per la prima volta nel 1955 da G. D. Blodgett grazie a fotografie aeree scattate durante l'operazione Highjump, 1946-1947, ed è stato in seguito così battezzato dal Comitato consultivo dei nomi antartici in onore di Benjamin Vanderford, timoniere del Vincennes, uno sloop facente parte della Spedizione di Wilkes, 1838-42, ufficialmente conosciuta come "United States Exploring Expedition" e comandata da Charles Wilkes.